# Сан Габријеле - Мондонуово (Болоња)
Сан Габријеле - Мондонуово (итал. San Gabriele-Mondonuovo) је насеље у Италији у округу Болоња, региону Емилија-Ромања.
Према процени из 2011. у насељу је живело 1644 становника. Насеље се налази на надморској висини од 8 м.